# Horloge solaire Bollée
Pour les articles homonymes, voir Bollée.
L'horloge solaire Bollée est un type de cadran solaire de précision créé par Ernest-Sylvain Bollée au XIXe siècle. Il en existe trois exemplaires, installés dans la Sarthe en France.

## Description
L'horloge solaire Bollée est une construction en fonte d'environ 150 cm de hauteur. Elle est constituée d'une variété de cadran solaire équatorial, monté sur un piédestal. Le style du cadran, placé dans le plan du méridien local, est parallèle à l'axe de rotation de la Terre et est donc incliné d'environ 48° par rapport à l'horizontal. Assez épais (une dizaine de cm de diamètre), il est terminé à son extrémité nord par une sorte de masse d'armes, boule munie de cinq piquants.
La table du cadran prend la forme d'une arc cylindrique, numéroté de 7 heures du matin à 5 heures du soir et subdivisé en heures, demi-heures, quarts-d'heure et minutes. Les heures sont indiquées en chiffres romains, les dizaines de minutes en chiffres arabes. À midi, un intervalle entre les deux chiffres XII permet de prendre en compte le diamètre du style.
La table est orientable et permet de tenir compte de l'équation du temps afin d'afficher l'heure locale moyenne et non l'heure solaire : deux manivelles permettent de la faire tourner autour de l'axe du style. La table est munie d'une règle gravée de 1 à 31 ; lors d'une rotation, cette règle se déplace sur une surface portant quatre courbes, l'une pour janvier, février et mars, la 2e pour avril, mai et juin, la 3e pour juillet, août et septembre, la dernière pour octobre, novembre et décembre. Pour régler l'horloge, il faut aligner le jour affiché sur la règle avec la courbe du mois de la surface.
L'horloge est également gravée du nom de ses concepteurs.

## Localisation
Il existe trois exemplaires d'horloges Bollée, toutes installées en France dans le département de la Sarthe :
- Le Mans :
  - dans le square Robert-Triger (48° 00′ 36″ N, 0° 11′ 58″ E)[3] ;
  - dans le jardin des plantes (48° 00′ 28″ N, 0° 12′ 31″ E)[3] ;
- Asnières-sur-Vègre, château du Moulin-Vieux (47° 53′ 30″ N, 0° 13′ 59″ O)[4],[5].

## Historique
L'horloge solaire est une réalisation du fondeur Ernest-Sylvain Bollée (1814-1891), assisté de son fils Amédée Bollée (1844-1917). Elle est inventée au XIXe siècle à une époque où l'heure locale moyenne (en), donnée par les horloges, remplace l'heure solaire donnée par les cadrans solaires comme heure officielle. L'horloge solaire tenant compte de l'équation du temps, elle permet de donner l'heure locale. Destinée principalement aux administrations, l'horloge Bollée n'est toutefois pas un succès commercial et on ignore combien d'exemplaires ont été produits au total.
En 1882, Ernest Bollée offre à la ville du Mans le premier exemplaire de l'horloge, à la condition qu'elle soit placée dans le jardin des Jacobins et que le gardien la règle tous les jours. En 1912, Amédée Bollée offre à la société d'horticulture du Mans la deuxième horloge, installée dans le jardin des plantes. L'horloge d'Asnières-sur-Vègre est le 3e exemplaire subsistant.
L'horloge du jardin des Jacobins est déplacée dans la square Robert-Triger en 1980. Elle est remise en état en 2000. Les deux horloges du Mans n'étant plus réglées tous les jours, l'heure qu'elles affichent est désormais en décalage avec l'heure civile.